# Vivat
Издательство Vivat («Виват», укр. Віват) — украинское книжное издательство. Основано в 2013 году. На протяжении последних лет, согласно статистике Книжной палаты, входит в тройку крупнейших издательств Украины по количеству выданных наименований и тиражей. Занимает 12-е место в рейтинге украинских книжных издательств по версии Forbes 2016 года.
Издательство специализируется на издании детской и подростковой литературы, современной и классической литературы, украинского и зарубежного non-fiction, публицистики и гуманитарных исследований, а также прикладной литературы и подарочных изданий. Активно популяризирует украинскую книгу по рубежом путем презентаций и продаж прав на украинские издания. На сегодня налажено сотрудничество с более 20 странами мира, среди которых США, Германия, Франция, Великобритания, Польша, Латвия, Эстония, страны Азии и другие.
В издательстве выходят в свет мировые бестселлеры на украинском языке и книги популярных украинских писателей, среди которых Дара Корний, Андрей Кокотюха, Артем Чех, Олег Каданов, Вахтанг Кипиани, Надежда Гербиш, Галина Крук, Артем Чапай, Иван Байдак, Марк Ливиньо и другие.
Издательство Vivat входит в Группу компаний «Фактор».

## История
20 августа 2013 путем слияния двух издательств Украины «Pelican» и «Аргумент-принт» образовалось издательство Vivat, что входит в состав группы компаний «Фактор» (учредителем и руководителем ГК «Фактор» является Сергей Яковлевич Политучий). Основной деятельностью издательства является издание детской, подростковой и взрослой литературы отечественных и иностранных писателей. Действующим директором издательства Vivat является Орлова Юлия Борисовна, экс-директор издательства Аргумент-принт, блогер в Forbes Украина, lb.ua.
В 2015 году издательство Vivat начинает заниматься новым направлением — Non Fiction. На сегодняшний день издательство предлагает широкий выбор книг на любой вкус:
- развивающие и интерактивные издания для детей дошкольного и школьного возраста;
- романы, новеллы, рассказы современных и классических авторов со всего мира;
- социально-политические издания;
- публицистику;
- деловую литературу;
- книги по психологии, кулинарии, досуга и подарочные издания.

В 2017 году издательство Vivat открывает в Харькове фирменный книжный магазин Vivat (ул. Квитки-Основьяненко, 2).
Количество наименований новых изданий издательства:
- 2013—564;
- 2014—415;
- 2015—535;
- 2017—540;
- 2018—454;

При этом общий тираж изданных книг составляет:
- 2013 — 2,78 млн
- 2014 — 1,53 млн
- 2015 — 2,60 млн
- 2017 — 2,91 млн
- 2018 — 2,10 млн

Продажа авторских прав украинских книг произведена более чем в 21 страну мира.

## Социальные проекты
Издательство Vivat активно участвует в жизни Харькова, популяризируя чтения в своем регионе. Так, издательство устраивает праздник книги в магазинах, музеях, галереях, на улицах города и дарит книги местным библиотекам. Также устраивает в Харькове ежегодный праздник детей «Книжный Миколайчик» ко Дню Святого Николая. Издательство периодически поддерживает книгами украинскую армию в антитеррористической операции на востоке Украины.

## Международные ярмарки
Ежегодно издательство Vivat посещает Франкфуртскую книжную ярмарку, Vilnius Book Fair, Warsaw Book Fair, Shanghai International Children’s Book Fair (CCBF), Beijing International Book Fair (BIBF). Издательство посещает самую выставку детской литературы Bologna Children Book Fair. Также посещало London Book Fair и BookExpo America.